# Jack Patrick
Pour les articles homonymes, voir Patrick et John Patrick.

a Compétitions nationales et continentales officielles uniquement.

b Matchs officiels uniquement.
Dernière mise à jour le 24 mai 2012.
John Clarence Patrick dit Jack Patrick, né le 25 novembre 1898 à Palo Alto en Californie et mort le 31 mai 1959 à San Francisco, est un joueur américain de rugby à XV évoluant au poste de deuxième ligne. Il est double champion olympique avec l'équipe des États-Unis de rugby à XV en 1920 et 1924.

## Biographie
Né à Palo Alto, Jack Patrick fait ses études à l'Université Stanford où il joue au rugby à XV avec l'équipe des Indians de Stanford pendant ses trois années d'études. Lors de la dernière, en 1921, il devient le capitaine de l'équipe universitaire. En 1920, il est membre de l'équipe olympique américaine qui part en Europe pour disputer les Jeux olympiques à Anvers. Il remporte la médaille d'or avec l'équipe de rugby qui bat l'équipe de France sur le score de 8 à 0 dans l'unique match de la compétition. En revanche, il ne dispute pas le test match contre les Français qui a lieu un mois après le titre olympique, match cette fois perdu sur le score de 14 à 5. Quatre ans plus tard, il est membre de l'équipe olympique américaine pour les Jeux olympiques qui ont lieu Paris et décroche de nouveau la médaille d'or grâce aux deux victoires des Américains contre les Roumains 37 à 0 et contre les Français 17 à 3. Jack Patrick marque alors quatre essais : trois contre la Roumanie et un contre la France. Après ses études, il devient un courtier d'assurance, devenant plus tard le vice-président de la Insurance Securities Factors, Inc.

## Palmarès
- Champion olympique de rugby à XV aux Jeux olympiques d'été de 1920 et Jeux olympiques d'été de 1924